# ليندا بريسونيك

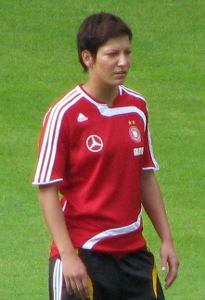
ليندا بريسونيك

ليندا بريسونيك (بالألمانية: Linda Bresonik) هي لاعبة كرة قدم ألمانية من مواليد (7 ديسمبر 1983) في إسن ، تلعب في مركز لاعبة وسط ، وتلعب حاليا ضمن فريق أف سي آر 2001 دويسبورغ النسائي وذلك في الدوري الألماني للسيدات.
خاضت بريسونيك ست مباريات مع منتخب ألمانيا للبنات في كأس العالم للبنات 2002 (تحت 20 سنة) ، ومباراتان في كأس العالم لكرة القدم للسيدات 2003، وست مباريات في كأس العالم لكرة القدم للسيدات 2007.
وتسلمت ليندا بريسونيك في سنة 2009 مع مدربتها سيلفيا نيد في المنتخب الألماني شارة أبطال العالم للسيدات في كأس العالم للسيدات من قبل الفيفا.

## روابط خارجية
- ليندا بريسونيك على موقع الاتحاد الدولي (مؤرشف)  (الإنجليزية)
- ليندا بريسونيك على موقع الاتحاد الأوربي (الإنجليزية)
- ليندا بريسونيك على موقع قاعدة بيانات كرة القدم.إي يو (الإنجليزية)
- ليندا بريسونيك على موقع Soccerway.com (الإنجليزية)
- ليندا بريسونيك على موقع عالم كرة القدم.نت (الإنجليزية)
- ليندا بريسونيك على موقع أوليمبيديا (الإنجليزية)